# Maenor
O maenor (plural: maenorau) foi uma união de vilas à época medieval do País de Gales.
Embora seja muitas vezes confundida com "Manor" que é solar em inglês, o maenor antecede o termo normando francês por séculos e está aparentemente não relacionado etimologicamente a este, derivando assim do galês maer ("pedra") possivelmente descrevendo as casas de pedra dos lordes locais ou a área compartilhando com um único moinho.
Dois tipos de maenorau foram distinguidos: os dos nobres e "yeomen" livres (maenor wrthdir) e aqueles dos servos (maenor vro). De acordo com as leis de Hywel Dda (Leis galesas), o maenor wrthdir teria treze "cidades livres" (Ryd trev) de 1248 acres cada e o maenor vro sete "serftowns" (taeogtrev) de 936 acres. Ao final do período medieval, fora decidido que cada cidade seria composta pelo seu próprio arado, forno, batedeira, gato, galo, touro, ferreiro e pastor. Cada 'Ryd trev foi obrigada a fornecer uma libra de prata ou o seu equivalente a cada ano de modo a pagar o rei.